# Wühren
Wühren ist ein Wort aus dem Altniederdeutschen. Es bezeichnete Flächen, die zum Teil leicht erhöht liegen (Wurt = erhöhter Platz; vergleiche Warft). Diese Flächen lagen in Dorfnähe oder in der Nähe eines Hofes.
In der Dreifelderwirtschaft wurde damit auch das Stück Land bezeichnet, welches gerade nicht bestellt war und daher die Möglichkeit zu Versammlungen/Treffen bot und auf dem die Ziegen und Gänse weideten.
Teilweise wurde damit auch eine Fläche bezeichnet, die dem gesamten Dorf gehörte und auf dem man sein Vieh weiden lassen konnte.
Neben der Schreibweise „Wühren“ existieren auch die Schreibweisen „Würen“, „Würden“, „Würten“, „Wöhren“, „Wöhrden“, „Wörden“, „Wöhrde“, „Wörde“, „Waude“ oder „Wauert“.
Das Wort kommt heute noch in Norddeutschland in Straßennamen wie z. B. „Ohlwühren“ oder in Ortsnamen (Rendswühren) vor.

## Belege
1. ↑  Otto Clausen: Flurnamen Schleswig-Holsteins Verlag Heinrich Möller Söhne, Rendsburg 1952, S. 111
2. ↑  Otto Clausen: Flurnamen Schleswig-Holsteins Verlag Heinrich Möller Söhne, Rendsburg 1952, S. 107